# Лов (Франция)
Лов (фр. Lauw) — коммуна на северо-востоке Франции в регионе Гранд-Эст (бывший Эльзас — Шампань — Арденны — Лотарингия), департамент Верхний Рейн, округ Тан — Гебвиллер, кантон Мазво. До марта 2015 года коммуна в составе кантона Мазво административно входила в округ Тан.
Площадь коммуны — 4,61 км², население — 978 человек (2006) с тенденцией к снижению: 938 человек (2012), плотность населения — 203,5 чел/км².

## Население
Численность населения коммуны в 2011 году составляла 950 человек, а в 2012 году — 938 человек.
| 1962 | 1968 | 1975 | 1982 | 1990 | 1999 | 2006 | 2007 | 2011 | 2012 |
| ---- | ---- | ---- | ---- | ---- | ---- | ---- | ---- | ---- | ---- |
| 733  | 768  | 804  | 933  | 948  | 928  | 978  | 985  | 950  | 938  |

Динамика населения:

## Экономика
В 2010 году из 590 человек трудоспособного возраста (от 15 до 64 лет) 429 были экономически активными, 161 — неактивными (показатель активности 72,7 %, в 1999 году — 73,7 %). Из 429 активных трудоспособных жителей работали 400 человек (221 мужчина и 179 женщин), 29 числились безработными (14 мужчин и 15 женщин). Среди 161 трудоспособных неактивных граждан 33 были учениками либо студентами, 83 — пенсионерами, а ещё 45 — были неактивны в силу других причин.
На протяжении 2011 года в коммуне числилось 382 облагаемых налогом домохозяйства, в которых проживало 942,5 человека. При этом медиана доходов составила 21382 евро на одного налогоплательщика.

## Достопримечательности (фотогалерея)
- Церковь
- Интерьер
- Колокольня
- Здание мэрии